# Wydział Informatyki Uniwersytetu w Białymstoku
Wydział Informatyki Uniwersytetu w Białymstoku – jeden z piętnastu wydziałów Uniwersytetu w Białymstoku. 

## Historia
Prekursorem Instytutu Informatyki na Filii UW w Białymstoku były zorganizowane na początku lat 70. Zakłady: Technicznych Środków Nauczania i Wychowania Technicznego. W 1993 roku ZWT został przekształcony w Zakład Edukacji Technicznej i Komputerowej i włączony do Instytutu Fizyki. 1 października 1999 roku Instytut Fizyki podzielono m.in. na Instytut Informatyki.
Wraz z początkiem roku akademickiego 2000/2001 ruszyły studia pierwszego stopnia, a od 1 października 2006 - drugiego stopnia na kierunku informatyka.. Od roku akademickiego 2010/2011 na studiach drugiego stopnia oferowanych jest pięć specjalności (grafika komputerowa i multimedia, informatyka teoretyczna, informatyka w medycynie, inteligentne metody obliczeniowe, technologie internetowe i mobilne). 1 października 2019 roku Wydział Matematyki i Informatyki został podzielony na Wydział Matematyki i Instytut Informatyki. Od roku akademickiego 2023/2024, wskutek zarządzenia Rektora UwB, Instytut funkcjonuje jako Wydział.
Siedzibą Wydziału Informatyki w latach 1999-2014 był budynek przy ul. Sosnowej 64, od 1 października Wydział mieści się w jednym z budynków Kampusu UwB przy ul. Ciołkowskiego 1M.

## Kierunki kształcenia
Dostępne kierunki:
- Informatyka (studia I i II stopnia)

## Władze Wydziału
W kadencji 2024–2028:
| Stanowisko                 | Imię i nazwisko                 |
| -------------------------- | ------------------------------- |
| Dziekan                    | prof. dr hab. Eugeniusz Zieniuk |
| Prodziekan ds. naukowych   | dr hab. Artur Korniłowicz       |
| Prodziekan ds. rozwoju     | dr hab. inż. Agnieszka Bołtuć   |
| Prodziekan ds. studenckich | dr Małgorzata Zdanowicz         |

## Struktura organizacyjna
Wydział składa się z katedry i czterech zakładów, których kierownikami są:
| Jednostka                                   | Kierownik                       |
| ------------------------------------------- | ------------------------------- |
| Katedra Metod Numerycznych                  | prof. dr hab. Eugeniusz Zieniuk |
| Zakład Bioinformatyki                       | dr hab. Witold R. Rudnicki      |
| Zakład Procesów Dyskretnych                 | dr hab. Ewa Schmeidel           |
| Zakład Sztucznej Inteligencji i Multimediów | dr hab. Anna Gomolińska         |
| Zakład Programowania i Metod Formalnych     | dr hab. Artur Korniłowicz       |